# Burg Starý Světlov
Die Burg Starý Světlov, ursprünglich Světlov (deutsch Burg Alt Swietlau) ist eine abgegangene Spornburg oberhalb der Ortschaft Podhradí auf dem Komonetzkamm der Vizovická vrchovina in Tschechien.

## Geographie
Die Reste der Burg liegen auf einem Sporn am Südhang der Bába (635 m). Gegen Nordosten erhebt sich der Komonec (672 m) und südwestlich die Brda (600 m). Umliegenden Ortschaften sind Horní Lhota im Osten, Podhradí im Südosten, Pozlovice und Řetechov im Süden, Pradlisko im Südwesten, Malenisko im Westen und Provodov im Nordwesten.

## Geschichte
Die Burg Světlov wurde wahrscheinlich im 14. Jahrhundert im Zuge der Errichtung einer Reihe von Wachtburgen zum Schutz des Landes gegen Einfälle der Ungarn und Tataren angelegt. Reichlich zwei Kilometer westlich lag die Burg Rýsov und knapp drei Kilometer nordöstlich folgte in gleicher Distanz die Burg Engelsberg. Andere Quellen gehen davon aus, dass Světlov erst um 1360 als Ersatz für die seit dem Einfall von Matthäus Csák ruinierte Burg Rýsov errichtet worden sein soll.
Erste schriftliche Nachrichten über die Burg Světlov stammen aus dem Jahre 1360 und weisen sie als Besitz des Albert von Sternberg aus. Durch Heirat gelangte die Burg 1393 an Wok IV. von Krawarn und fiel 1406 wieder seiner Witwe Eliška Světlovská von Sternberg zu. Die Burgherrschaft umfasste im Jahre 1412 die Dörfer Provodov, Pozlovice, Ludkovice, Luhačovice, Bojkovice, Žilín, die Hälfte von Ústí, Krhov, Pitín, Hostětín sowie Komňa. 1418 setzte Eliška Světlovská von Sternberg Jaroslav von Sternberg als Mitbesitzer ein. Nach dessen Tod in der Schlacht am Vyšehrad verkaufte Eliška 1420 die Burg an den späteren Kaiser Sigismund. Nach dessen Tod wurde seine Witwe Barbara von Cilli Besitzerin der Herrschaft. Aus dem Besitz der Krone gelangte die Herrschaft an Heinrich von Leipa und schließlich an den ungarischen Raubritter Pankraz von Svätý Mikuláš. Nachdem dieser zu einer Landplage geworden war, kauften die mährischen Stände 1449 die Burgen Engelsberg und Světlov auf und veräußerten sie an Burian von Vlčnov. In den Machtkämpfen zwischen Georg von Podiebrad und Matthias Corvinus wurden die Burgen Světlov und Engelsberg zerstört. Als neuen Sitz der Herrschaft ließ Ctibor von Landstein zwischen 1480 und 1500 bei Bojkovice die Burg Nový Světlov errichten. Die verlassene Burg wurde fortan als Starý Světlov bezeichnet. Ab 1515 begann ein Abtragung der wüsten Burgen Starý Světlov und Engelsberg als Baumaterial.
Erhalten sind Gräben und Wälle sowie Reste der nördlichen Außenmauer.